# Tordai római katolikus templom
A tordai római katolikus templom műemlékké nyilvánított épület Romániában, Kolozs megyében. A romániai műemlékek jegyzékében a CJ-II-m-A-07800 sorszámon szerepel.

## Története
Számos esetben tartottak itt országgyűléseket; többek között ez a templom volt a helyszíne a vallásszabadság 1568-as kihirdetésének is.